# Estadio Federativo Reina de El Cisne
El estadio Federativo Reina de El Cisne, es un estadio multiusos. Está ubicado en la avenida Emiliano Ortega y calle Azuay de la ciudad de Loja. Fue inaugurado el 7 de septiembre de 1980. Es usado mayoritariamente para la práctica del fútbol, hicieron como local clubes historicos como Liga de Loja y actualmente el club Lojano Libertad F. C., equipo de la Serie A del fútbol ecuatoriano. Su capacidad es de 14 935 espectadores.

## Historia
El estadio desempeña un importante papel en el fútbol local, ya que los clubes lojanos como Liga de Loja, Italia, Universidad Técnica Particular de Loja, JVC Fútbol Club, Loja Fútbol Club, Borussia y Libertad hacían y/o hacen de locales en este escenario deportivo.
Este local deportivo es sede de distintos eventos deportivos a niveles provincial y local, así como es escenario para varios eventos de tipo cultural, especialmente conciertos musicales (que también se realizan en el Coliseo Santiago Fernández García de Loja).
El estadio Federativo de la ciudad de Loja, desde el 5 de octubre de 2005, cambió su denominación y pasó a llamarse "Reina de El Cisne", por decisión del directorio de la Federación Deportiva de Loja (FDL), entidad que administra el escenario.
Esta resolución, adoptada mediante acuerdo, se la hizo pública ante más de dos mil personas que acompañaron a la Imagen de la Virgen de El Cisne en su visita a las instalaciones de la FDL, ese 5 de octubre de 2005.

Pese a dicha decisión, cabe indicar que la historia de los terrenos en donde se construyó en ese entonces el Estadio Municipal respondía a otra advocación según el Dr. Rafael Riofrío en su breve ensayo "Fundación de Loja":
La casa de la Cueva Santa y Nueva Loja tuvieron características de mucha antigüedad. El Dr. Manuel Benigno Moreno en su novela Naya o la Chapetona refiere que el barrio de la Cueva Santa contenía una ermita de la Virgen del mismo nombre alrededor de la que se establecieron los negros que trajeron el cuadro, al óleo de la Virgen, bella obra pictórica que se atribuye al famoso pincel de Miguel de Santiago. Hoy se conserva el histórico cuadro en la Sacristía de la iglesia de San Sebastián, relegado al olvido, lo cual no está bien. El barrio de la Cueva Santa es el que hoy ocupa el Estadio Municipal en construcción. La colonia de negros salió del Oriente a raíz de la destrucción que los jíbaros hicieron de las antiguas ciudades de Zamora, Logroño y Sevilla de Oro en 1599, así como también emprendieron su éxodo el resto de las familias de españoles y blancos nativos que poblaron dichas ciudades.
A decir del antropólogo de la religión lojano, Ramiro Villamagua Vergara, es importante para la memoria saber nombrar los lugares y a cada advocación darle su lugar. Posiblemente los directivos de la Federación de Loja no tenían en cuenta esta información. Finalmente concluye con un interesante replanteamiento del tema:
Es una ironía de la historia que en este lugar se sigan concentrando los hermanos afrodescendientes que sabemos son los más en las gestas deportivas y particularmente en el fútbol. Quizá para que nos vaya mejor, haya que nombrar correctamente a la santidad, diría un místico.